# Shingo Kunieda
Shingo Kunieda (国枝慎吾?, Kunieda Shingo; Tokyo, 21 febbraio 1984) è un tennista giapponese.
Shingo è un tennista in carrozzina, attuale numero 1 del ranking mondiale, capace di vincere tutte le prove del Grande Slam, e due volte medaglia d'oro ai Giochi paralimpici, ove vanta anche un bronzo. Nel 2023 è diventato il primo atleta con disabilità fisiche a ricevere il People's Honour Award.

## Biografia
A causa di un tumore al midollo spinale riscontrato quando aveva 9 anni, è paralizzato nella metà inferiore del corpo. Kunieda utilizza una sedia a rotelle della Ox Engineering.
Si è laureato alla Reitaku University in Giappone e ora lavora per la Reitaku University.

## Carriera
La sua carriera inizia in Giappone alla Japan Cup 2002 dove otterrà anche il suo primo successo in carriera; vincerà poi anche il successivo torneo a Kanagawa. Nel 2002 Kunieda ha ottenuto due successi in singolare e due in doppio. Nel Sydney International 2002 ha ottenuto la vittoria sia in singolare che in doppio, mentre l'altro successo in singolare è arrivato al Salzburg Open 2002. Nel 2003 Shingo ha vinto ben sette tornei in doppio, tra cui l'Invacare World Team Cup 2003 contro i Paesi Bassi in finale. Alla sua bacheca Shingo ha potuto aggiungere tra gli altri il trofeo della Peace Cup 2003 sia in singolare che in doppio.
Il 2004, anno delle Olimpiadi di Atene, si apre con la vittoria in singolare del New Zealand Open 2004 per poi continuare con la vittoria sia in singolo che in doppio al Korea Open 2004. Ai Giochi Olimpici Shingo ottiene la vittoria fino ad allora più importante, quella del doppio del torneo in coppia con Satoshi Saida. Perderà invece la finale del singolo contro David Hall. Il 2005 per Shingo parte molto bene con due vittorie in singolare e una in doppio; entro la fine dell'anno avrà conquistato altri due tornei in singolare e cinque in doppio. Anche il 2006 si aprirà bene con la vittoria degli Australian Open 2006 in doppio. Dopo la sconfitta invece ai quarti di finale del singolo egli otterrà ben 18 vittorie consecutive che lo porteranno a conquistare 4 tornei. Verrà fermato solo nelle semifinali degli Open di Francia 2006. Vincerà poi in doppio Wimbledon 2006 e gli US Open 2006 in singolo.
Il 2007 si apre con le vittorie sia in singolo che in doppio degli Australian Open 2007. Fino alla fine dell'anno Shingo perderà solo 11 partite, di cui solo una fino alla fine di maggio. Otterrà due importanti vittorie come il singolo degli US Open 2007 e il doppio degli Open di Francia 2007. Shingo saprà fare di meglio nel 2008 perdendo solo due partite di doppio, una delle quali nella semifinale dei Giochi Olimpici di Pechino. Otterrà comunque la vittoria del torneo in singolo come agli Open di Francia 2008 o agli Australian Open 2008. Anche il 2009 riserverà molte soddisfazioni a Shingo che perderà solo cinque partite tutte in doppio e quindi si aggiudicherà tornei come gli Australian Open 2009, gli Open di Francia 2009 e gli US Open 2009, oltre ad altri importanti tornei come il British Open 2009 di Nottingham e il Sydney International 2009.

## Palmarès
Giochi paralimpici
- Atene 2004:  Oro (singolare)
- Pechino 2008:  Oro (singolare)
- Pechino 2008:  Bronzo (doppio)